# Iosif Leon Steinbach
Iosif Leon Steinbach (n. 6 martie 1918, București – d. 1999, Israel) a fost un politician comunist român de origine evreiască, membru al C.C. al P.C.R. în perioada 1969-1984. În 1971 a fost decorat cu titlul de Erou al Muncii Socialiste.

## Carieră
- 1934 - devine membru al Partidului Comunist Român
- 1945 - este responsabilul Resortului Financiar al Comitetului de Partid
- 1947 - inspector în cadrul Controlului Județean Economic Bacău
- 1948 - director la Fabrica "Partizanul", fabrică de pielărie și încălțăminte din Bacău (fostele întreprinderi “Filderman”, naționalizate)
- 1951 - director al fabricii de confecții și tricotaje București
- 1951 - 1981 - director la Centrala industriei de confecții București
- 1981 - 1983 - adjunct al ministrului Industriei Ușoare